# 鉄火
鉄火（てっか・鐡火）とは、鍛冶などにおいて鉄に熱を加えて赤く焼けている様や、それらを鍛造する時の火花をさす。または鍛冶の事。または、マグロの赤身料理などに使用される名。
熱鉄火杵処（ねつてっかしょしょ）については、十六小地獄#叫喚地獄を参照。

## 概要
鉄が赤く焼けている様や鍛冶仕事の火花でもあるが、そこから鍛冶の中でも神事や武士との繋がりが強い、刀鍛冶・鉄砲鍛冶を指すようになり、ひいては刀・鉄砲を表す。またその使用時には刀も鉄砲も火花を散らす事も鉄火を意味するようになった。そこから戦場や戦という意味に転じ、戦（いくさ）や死を意味する修羅場、または勝負事（賭け事）という意味を持つようになった。もう一方では黒鉄（くろがね）が真赤に変化することや、その赤く焼けた鉄の比喩や、金属の特徴の一つでもある熱伝導率が高いことが、いわゆる「熱しやすく冷めやすい」という鉄の特徴を、捉えた比喩としても用いられた。
鉄火と似たような「あかがね」や「赤鉄」という言葉があるが、あかがね（銅・赤金）は、銅や赤銅（しゃくどう）や、赤味掛かった金色をした合金の意味であり、赤鉄（せきてつ）は酸化第二鉄(Fe2O3) のことであり、いわゆる赤錆のこと。黒鉄は鉄の意味でもあるが、赤錆が浸食をもたらし脆くさせることを嫌い、古来から日本では黒錆を表面に生成させ、強度を保ってきたので、その経緯から表面に黒錆を纏った鉄製品を示すが、化学的には酸化第一鉄(FeO)のことであり、黒錆だけをあらわす。
鉄火の意味の分類
火花の意味からの派生
1. 鉄火 - 鍛冶によって作られる鉄砲、刀。刀鍛冶、鉄砲鍛冶。
2. 鉄火 - 鉄砲の銃弾や刀が火花を散らす様。
3. 鉄火 - 銃弾が飛び交い、刀が鎬（しのぎ）を削る様を表し、戦場や修羅場を表す。

赤く焼けた鉄の意味からの派生
1. 鉄火 - 真っ赤に焼けた鉄を握らせ真偽を判定する古来に行われた裁判。火起請（ひぎしょう）のこと。
2. 鉄火 - カァーと逆上せ（のぼせ）上がる性格。喧嘩っ早いが根に持たない（熱しやすく冷めやすい）性格。勇ましい男勝りな女性。

## 火花
鉄火は、鍛冶の鍛造の時の火花から刀が鎬を削る時の火花や、火縄銃の銃口からの火花を意味するようになった。「鉄火の間」とは火花を散らす合間（場所や空間）という意味の戦場や修羅場のことであり、修羅場や勝負事から博打が行われる場所を「鉄火場」というようになり、それを生業とする無宿渡世人や、または興じる庶民を「鉄火打」（てっかうち・博打打のこと）というようになった。験（げん）を担いで、または鉄火という言葉を掛けた洒落として、博打の合間には、手軽に食べられる簡易食の「鉄火巻」が好まれたという逸話もある。
- 百錬鉄火 - 鎬を削るような厳しい訓練や戦闘の数々という意味で、軍国主義にあった時代に、百戦錬磨に掛けて使われた言葉である。
- 能の『田村』の一説に「鬼神は 黒雲鉄火を ふらしつゝ」という文言があり、鬼神が黒雲を纏い火花を散らす描写になっているが、雷の喩えともとれる表現になっている。軍歌の「橘中佐(上)」（作詞：鍵谷徳三郎　作曲：安田俊高）の16番の内、7番に以下のような歌詞がある。「剣戟摩して鉄火散り、．．．」。また俳人の三輪未央は「迸る（ほとばしる）鍛冶の鉄火や、夜の梅」という句を詠んでいる。

## 赤く焼けた鉄

### 裁判
鉄火とは、火起請（ひぎしょう）ともいい「鉄火裁判」や「鉄火の裁判」ともいわれる。
- 鉄火塚 - 地境や入山権や土地の所有をめぐって行われた火起請のその紛争地に慰霊や祈念として建立された塚。元和5年（1619年）に、現在の滋賀県日野町で鉄火裁判が行われ、それを祈念して日野町音羽の雲迎寺（うんこうじ）の境内には｢喜助翁鉄火記念の碑」が建てられている。このような火起請が行われた場所は、古くから神域とされてきたところも多く、そのため紛争の鎮魂の理由だけでなく、日本各地に鉄火塚や鉄火の道祖神が存在するが、その土地に鍛冶の工房があり、町名や村名や字（あざな）が鉄火や鍛冶であることから、たんに鉄火という塚がある場合もある。
- 鉄火松 - 横浜市青葉区鉄町や茨城県つくば市谷和原村にあり、それぞれ国や町の地境を巡って紛争が起こり、火起請で収めたと伝承されていて、それを祈念し松が植えられ「鉄火松」や「鉄火の松」と言われている。鉄町と谷和原村にも鉄火塚がある。

### 性格
どちらかといえば鉄火という性格をあらわす文化は、江戸前寿司としての「鮪の漬け」もそうであるが、関東の特に江戸の下町文化で培われたものともいえ、下記の鉄火から派生した言葉の由来となる場所は、江戸の下町である。鉄火肌は女性の性格をあらわし、鉄火伝法は男性の性格をいう傾向にある。

#### 鉄火肌
鉄火肌とは、たんに鉄火ともいい、喧嘩っ早いが気風（きっぷ）が良くて、根に持たない性格をさし、「竹を割ったよう」と同様な意味で、真っ直ぐで、男勝りなさっぱりとした主に女性の性格を現す言葉として使われた。

#### 鉄火伝法
鉄火伝法（てっかでんぽう）とは「伝法肌」やその他にも、「勇み肌」や「気負い肌」や「任侠肌」ともいい、その昔、東京都台東区浅草の伝法院（でんぼういん）の門番が、寺の威光を笠に着て、近隣の小店や見世物小屋で、無銭利用や傍若無人な振る舞いをしたことから、粗野で乱暴者という意味であったが、その後、鉄火肌と相俟って、男気（おとこぎ）のある「弱気を助け強気を挫く」ような者を指すようになった。

#### 鉄火芸者
江戸時代の深川の辰巳芸者（たつみげいしゃ）を主にこう呼ばれた。品川は宿場町で、深川は非官許の廓（くるわ・遊廓）しかなかったが、吉原に対峙するように、富岡八幡宮の門前町として、
料亭や岡場所の花街として栄えた。正式な遊女としての花魁はなく、女郎も少なかったことから、芸者が主役であり「深川芸者」と「吉原芸者」として双璧とされ、その他の地域の芸者は、たんに「町芸者」といわれた。このことから、誇りを持って生業とし、如何わしい目的の酔客をあしらう、独特の男勝りな気風（きふう）が生まれ、佩刀（はいとう・刀を携えること）までする芸者もいたといわれている。江戸城下を中心にすると東南（辰巳）の方角に位置することから辰巳芸者といった。

#### 任侠物
邦画において戦後から昭和40年代まで、任侠物といわれる現代劇や時代劇として描かれたものの中に、鉄火という言葉の造語などを使用した題名の映画が数多くあった。鉄火肌の女性や、鉄火伝法の男性を主人公としたものや、激しいといった意味や、博打打を主題とした邦画である。代表的なものとして、『鉄火三味線』、『鉄火奉行』、『座頭市鉄火旅』、『鉄火若衆』、『鉄火牡丹』、『鉄火の花道』などがある。

### 手拭の被り方
手拭の様々な被り方の一つで「鉄火」と名付けられている形があり、頬被りの一種ともいえ、鼻から下も覆い隠し目の周りだけ露出するといったものである。おもに鉄火気質を自称する者たちが、好んだため鉄火と呼ばれた。　　　　　

## 鮪
冷蔵庫などが発達していない江戸前の寿司においては、鮪の赤身は保存性や味付け香り付けの意味から醤油や醤油垂れ漬けられたものが多かった。この「鮪の漬け」を「鉄火」といったが、昨今では鮪の赤身を鉄火と呼ぶようになり、伝統的な鉄火巻や鉄火丼だけでなく、様々な鮪の赤身を用いた料理にも「鉄火」という言葉が使用されている。